# Biskupi Görlitz
Administratorzy apostolscy
- Ferdinand Piontek 1959–1963, administrator apostolski, od 1945 wikariusz kapitulny
- Gerhard Schaffran 1963–1972, administrator apostolski
- Bernhard Huhn 1972–1994, administrator apostolski

Biskupi Görlitz
- Rudolf Müller 1994–2006
- Konrad Zdarsa 2006–2010
- Wolfgang Ipolt 2011- nadal